# أسل مستدق الطرف
أسل مستدق الطرف (الاسم العلمي: Juncus acuminatus) نوع نباتي يتبع جنس الأسل وينتمي إلى الفصيلة الأسلية.